# Quercus fontana
Quercus fontana là một loài thực vật có hoa trong họ Cử. Loài này được Laughlin miêu tả khoa học đầu tiên năm 1967.